# Uta Halle
Uta Halle (* 18. November 1956 in Detmold) ist eine deutsche Archäologin. Von März 2008 bis September 2024 war sie Landesarchäologin von Bremen.

## Werdegang
Uta Halle studierte nach dem Abitur 1977 am Stadtgymnasium Detmold Ur- und Frühgeschichte an der Universität Hamburg und schloss ihr Studium 1986 bei Wolfgang Hübener mit einer Magisterarbeit über die hochmittelalterliche Keramik aus Altenschildesche/Bielefeld ab. In Hamburg wurde sie 1989 mit einer Arbeit über die mittelalterliche Keramik der Siedlung Schieder-Barkhof (Kreis Lippe) promoviert. Daran schlossen sich zwei Stipendien an, zum einen ein Postdoc-Stipendium der Deutschen Forschungsgemeinschaft zur frühneuzeitlichen Keramikproduktion in Lippe, zum anderen ein Lise-Meitner-Stipendium des Landes Nordrhein-Westfalen zum Thema „Politisierung und Instrumentalisierung des Faches im Nationalsozialismus“ (Habilitationsthema). In dieser Habilitationsschrift befasste sie sich mit der propagandistischen Instrumentalisierung der Externsteine als angebliche germanische Kultstätte.
Halles Habilitation erfolgte 2001 an der Humboldt-Universität zu Berlin, wo sie bis 2008 als Privatdozentin lehrte. Sie war als Lehrstuhlvertretung und mit Lehraufträgen an den Universitäten Leipzig, Greifswald, Münster und Bamberg tätig. Von 2008 bis 2024 war Halle als Landesarchäologin von Bremen Leiterin der Bodendenkmalpflege und zugleich Professorin für Ur- und Frühgeschichte an der Universität Bremen. Außerdem war sie Leiterin der Abteilung Ur- und Frühgeschichte des Focke-Museums in Bremen. Im Jahr 2011 wurde sie auf dem 7. Deutschen Archäologiekongress zur Vizepräsidentin des neugegründeten Deutschen Verbands für Archäologie gewählt. 2014 wurde sie in diesem Amt bestätigt.
Uta Halle beschäftigt sich vorrangig mit Forschungen zur Keramikproduktion im Mittelalter und der Neuzeit und der Fach- und Forschungsgeschichte der Ur- und Frühgeschichte. Ihr derzeitiges Schwerpunktthema ist das von Cordula Nolte, Sonja Kerth und ihr verantwortete Forschungsprojekt Homo debilis. Dis/ability der Vormoderne, das unter Einbeziehung archäologischer Quellen die Situation Behinderter, Kranker und Versehrter in der Gesellschaft des Mittelalters und vorangegangener Epochen untersucht.

## Schriften (Auswahl)
- mit Bettina Rinke: Töpferei in Lippe. Westfälisches Freilichtmuseum, Detmold 1991 (Schriften des Westfälischen Freilichtmuseums Detmold – Landesmuseum für Volkskunde, Bd. 8) ISBN 3-926160-12-8.
- Keramik des Mittelalters aus Schieder. Scherbenfunde der Ausgrabung Barkhof, Institut für Lippische Landeskunde, Detmold 1992 (Lippische Studien, Bd. 12) ISBN 3-9802787-0-0 (Dissertation).
- (Hrsg.) Dörfliche Gesellschaft und ländliche Siedlung. Lippe und das Hochstift Paderborn in überregionaler Perspektive, Verlag für Regionalgeschichte, Bielefeld 2001 (Schriftenreihe des Kreismuseums Wewelsburg, Bd. 5 / Sonderveröffentlichungen des Naturwissenschaftlichen und Historischen Vereins für das Land Lippe, Bd. 59) ISBN 3-89534-326-9.
- „Die Externsteine sind bis auf weiteres germanisch!“ Prähistorische Archäologie im Dritten Reich, Institut für Lippische Landeskunde, Detmold 2002 (Sonderveröffentlichungen des Naturwissenschaftlichen und Historischen Vereins für das Land Lippe, Bd. 68), Verlag für Regionalgeschichte Gütersloh, 608 S., 100 Abb., ISBN 3-89534-446-X (Habilitation).
- Das Judenwerk. Zur Geschichte der Lippischen Thonwarenfabrik in Dörentrup, Gesellschaft für Christlich-Jüdische Zusammenarbeit in Lippe e. V., Detmold 2005 (Panu derech, Bd. 23) ISBN 3-935345-04-6.
- Graben für Germanien. Archäologie unterm Hakenkreuz, Stuttgart 2013. (Mitherausgeberin).